# ميراث الريح (مسلسل)
ميراث الريح، مسلسل تلفزيوني مصري عرض في رمضان 1434هـ/2013م.

## قصة المسلسل
تتزوج الفتاة الفقيرة رحمة من أحد رجال الأعمال الأثرياء الذي يكبرها سنا وتعيش معه في حياة مرفهة، إلى أن يحجر ابنائه عليه، فلا ترث شيئا، وتحاول مواصلة حياتها مرة أخرى بالزواج من إبراهيم الذي يرغب في بداية حياة جديدة أيضا بعدما فقد زوجته.

## بطولة
- محمود حميدة
- سمية الخشاب
- عفاف شعيب
- سامي عبد الحليم
- إسماعيل محمود
- بسام رجب
- محمود زكي
- صفاء مغربي
- ياسمين جمال
- شريف باهر
- سهير شلبي
- أيمن الشيوي
- سيد صادق
- ميسرة
- ليلى جمال
- طارق الإبياري
- آيه حميدة
- أحمد سعد
- أحمد العوضي
- طارق صبري
- نهى عابدين
- محمد علي رزق